# Балша III
Балша III (на сръбски: Balša Stracimirović или Balša III; 1387 – 28 април 1421) е последният владетел на Зета от династията Балшичи, управлявал княжеството между април 1403 и април 1421 г. Син е на Георги II Страцимирович Балшич и Елена Лазаревич.
Смъртта на баща му през 1403 г. го заварва още много млад и неопитен, за да управлява самостоятелно, затова ролята на негов съветник поема майка му Елена. В продължение на десетина години Балша води война с Венецианската република, която през 1405 г. му отнема Улцин, Бар и Будва. Това принуждава Балша да стане васал на османците. Той все пак успява да си върне град Бар от венецианците, които притиснати от доста затруднения, нямат друг избор освен да освободят конфискуваните територии.
През 1418 г. Балша завладява Шкодра от венецианците, но загубва Будва. На следващата година прави неуспешен опит да си върне Будва като отива и до Белград, за да си осигури помощта на Стефан Лазаревич, но по време на пътуването си умира. Тъй като не оставя мъжки наследник (синът му умира невръстен), майка му Елена е обявена за негова наследница, а вдовицата му заедно с двете им малки дъщери Елена и Теодора се връща при баща си. В крайна сметка управлението на Зета преминава към неговия вуйчо деспот Стефан Лазаревич.

## Семейство
През 1407 г. Балша се жени за Мара Топия, внучка на албанския крал Карло Топия. През 1412/1413 г. сключва втори брак с Боля, дъщерята на албанския феодал Коджа Захария, от която има три деца:
- син, починал като дете през 1415 г.
- Елена (1407 – 1453), омъжена за Стефан Косача, войвода на Захумлие
- Теодора (? – след 1456), омъжена за войводата на Босна Петър Войсалич